# 叉尾太阳鸟
叉尾太阳鸟为太阳鸟科太阳鸟属的鸟类。分布于越南、老挝以及中国大陆的四川、云南、贵州、湖南、广西、广东、福建等地，多见于中、低山丘陵地带的山沟、山溪旁和山坡阔叶林、亦见于村寨附近的树丛中，活动在热带雨林和油茶林。该物种的模式产地在海南岛。

## 发现及命名
1868年斯文侯在海南黎母山采到三只叉尾太阳鸟标本，次年以此为依据在AMNH上发表了世界上第一篇有关海南鸟类的科学论文，描述并命名了这种鸟。

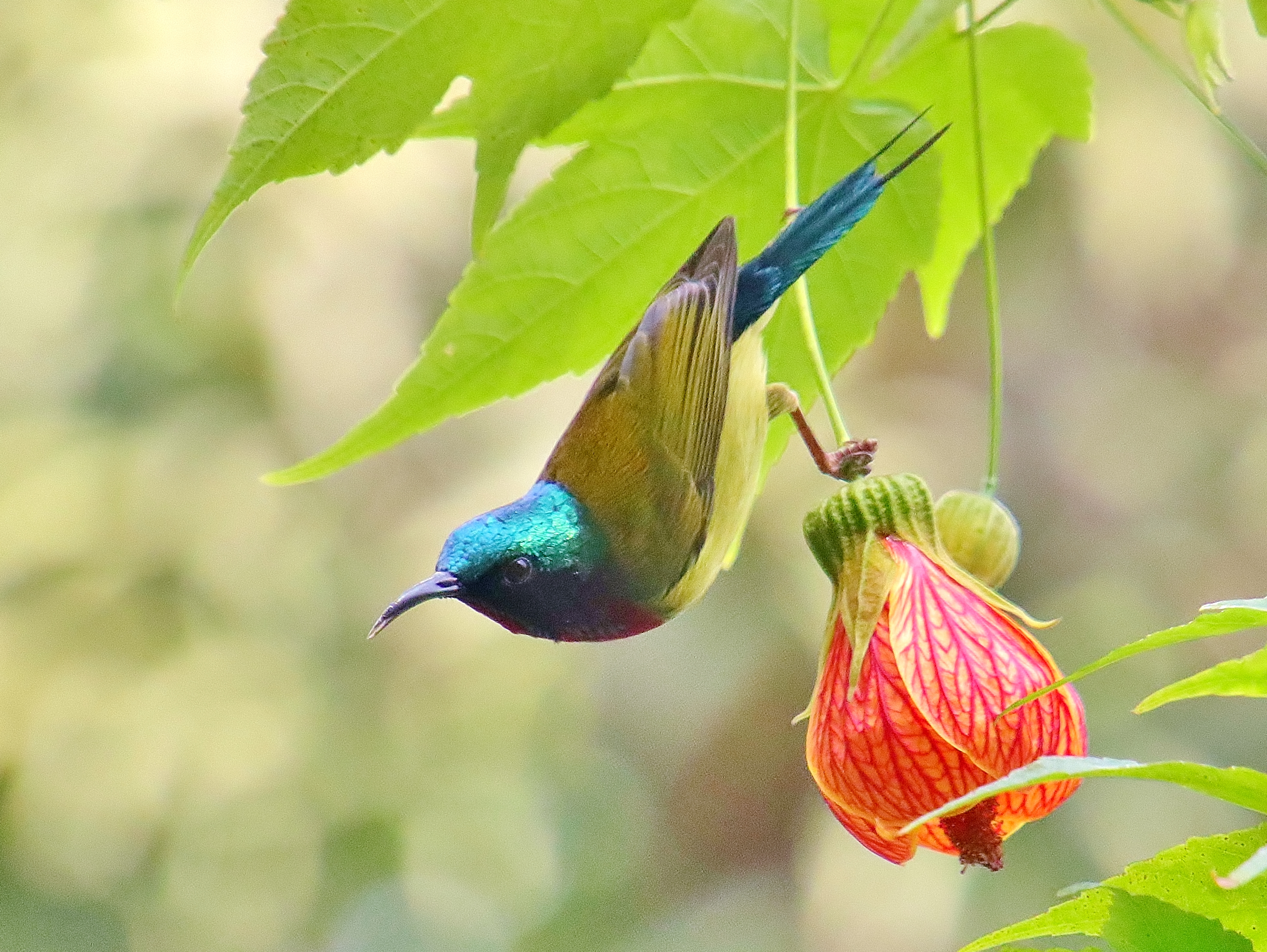
雄性

## 亚种
- 叉尾太阳鸟指名亚种（学名：Aethopyga christinae christinae），是中国的特有物种。分布于海南等地。该物种的模式产地在海南岛。[5]
- 叉尾太阳鸟华南亚种（学名：Aethopyga christinae latouchii）。分布于越南以及中国大陆的四川、云南、贵州、湖南、广西、广东、福建等地。该物种的模式产地在福建漳浦。[6]

## 参考文献

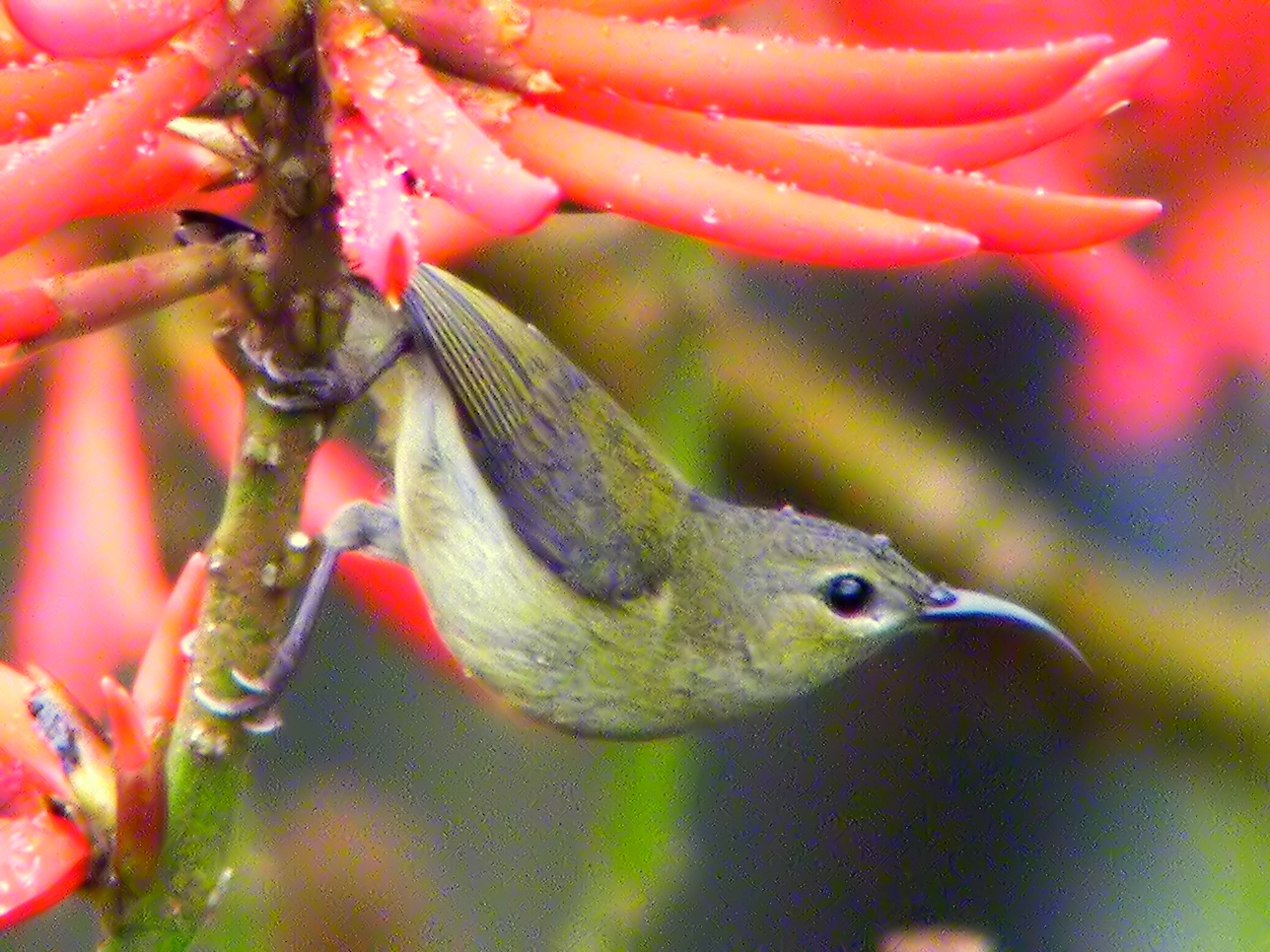
雌性

## 外部連結
- 叉尾太陽鳥(Aethopyga christinae)鳴聲(1)（页面存档备份，存于）香港觀鳥會鳥鳴集
- 叉尾太陽鳥(Aethopyga christinae)鳴聲(2)（页面存档备份，存于）香港觀鳥會鳥鳴集